# Walther PP
Walther PP (Polizei Pistole – PP) je řada poloautomatických pistolí s dynamickým závěrem, vyvinutá německým výrobcem zbraní Carl Walther GmbH.
Vyznačuje se vnějším kohoutem, tradičním dvojčinným spouštěcím mechanismem, jednořadým zásobníkem a pevnou hlavní, která slouží také jako vodicí tyč pro zpětnou pružinu. Tato řada zahrnuje modely Walther PP, PPK, PPK/S a PPK/E. Kapesní pistole Walther TPH je pistole menší ráže představená v roce 1971, která je co do manipulace a funkce shodná s PPK.
Různé řady PP se vyrábějí v Německu, Francii a Spojených státech. V minulosti vyráběla verzi PPK společnost Walther ve vlastní továrně v Německu a na základě licence firmou Manurhin ve francouzském Alsasku; Interarms v Alexandrii ve Virginii v USA; a Smith & Wesson ve městě Houlton v Maine v USA. Od roku 2018 se modely PPK a PPK/S vyrábějí ve Fort Smith v Arkansasu v továrně americké dceřiné společnosti Walther Arms, Inc.
PP a PPK patřily mezi první úspěšné dvojčinné samonabíjecí pistole na světě. Stále jsou vyráběny společností Walther a byly široce kopírovány. Patří k nejpoužívanějším kapesním pistolím a svým konstrukčním řešením ovlivnily další vývoj ručních palných zbraní. Design inspiroval další pistole, mezi nimi sovětský Makarov, maďarský FEG PA-63, polský P-64, americký Accu-Tek AT-380 II a argentinský Bersa Thunder 380. Obě verze PP a PPK byly oblíbené u evropské policie a civilního obyvatelstva díky tomu, že jsou spolehlivé a skryté. Během druhé světové války byly vydávány německé armádě (důstojníkům), včetně Luftwaffe, a také policii.Tato samonabíjecí pistole se stala osudnou pro známého diktátora Adolfa Hitlera.

## Walther PPK

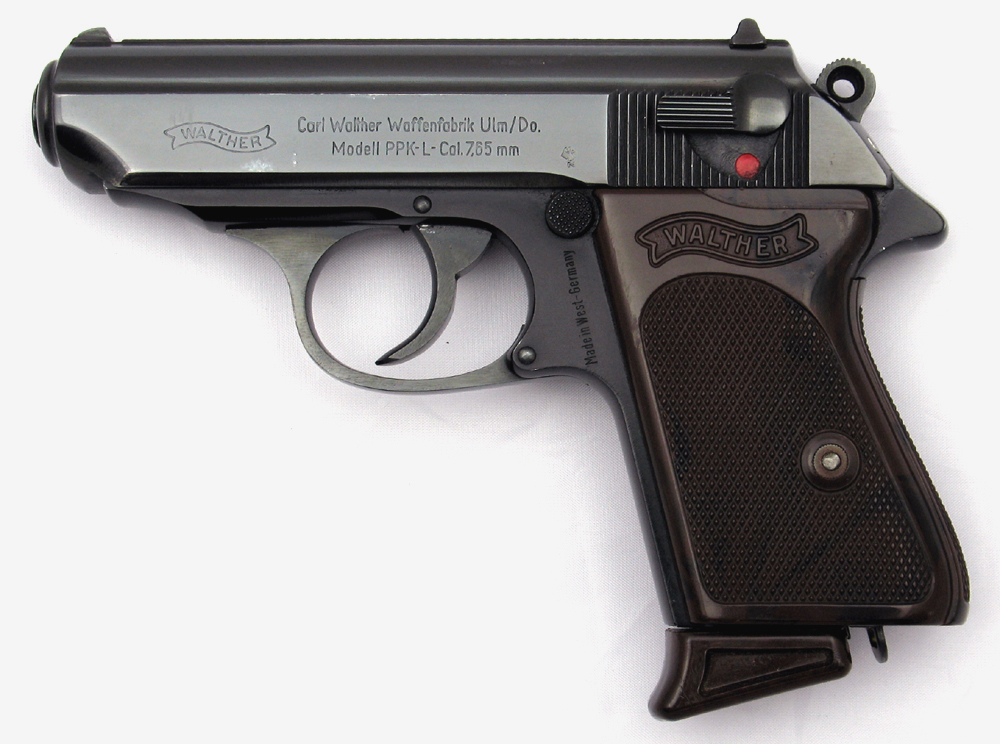
Walther PPK-L z roku 1966

V roce 1931 byla vyrobena menší verze PPK (Polizei Pistole Kriminalmodell, někdy též P. P. Kurz, ale původ tohoto značení je nejasný), která byla určena pro kriminální policii jako zbraň pro skryté nošení. Tato pistole se od modelu PP lišila kromě menších rozměrů také konstrukcí těla zbraně, na jehož rukojeti byla nasazena jednodílná pažbička. Model PP měl klasické dvoudílné střenky rukojeti.
Nejrozšířenější provedení pistole PPK bylo v ráži 7,65 mm Browning. Roku 1933 se objevily varianty ráže .22 Long Rifle, 6,35 Browning a 9 mm Browning krátký, které nedosáhly velkého rozšíření.
Velkou výhodou pistole PPK byly její malé rozměry a především konstrukční řešení dvoučinného spoušťového mechanismu, které umožňovalo bezpečné nošení zbraně s nábojem v nábojové komoře. Oproti modelu PP měla však tato zbraň silnější zpětný ráz.
Licenční výroba pistolí PP a PPK probíhala rovněž ve Francii u firmy Manurhin a nelegální kopie byly vyráběny i v Číně.
Zbraň je rovněž spojována se slavnou sérii filmů o britském agentovi 007 Jamesi Bondovi.
Traduje se, že touto zbraní spáchal sebevraždu Adolf Hitler.

## PP Super
Uvedena na trh v roce 1972 jako plně ocelová varianta PP a komorovaná pro náboj 9 × 18 mm Ultra. Byla navržena jako pistole pro policejní službu. Poté, co byl 9 × 19 mm Parabellum vybrán jako standardní policejní náboj pro Německou Spolkovou Policii, experimentální 9 × 18 mm Ultra náboj přestal být používán. Německé policii bylo prodáno pouze okolo 2 000 pistolí PP Super v 70. letech a poté pro nedostatečné prodeje ji zbrojovka Walther stáhla v roce 1979 z nabídky.

## Konstrukce
Pistole Walther PP a Walther PPK jsou pistole s neuzamčeným závěrem a dvojčinnou spouští. Většina součástí zbraně byla vyráběna technologiemi třískového obrábění. Střenky rukojeti byly odlévány z plastu. Pojistka je umístěna na levé straně závěru a umožňuje bezpečné vypuštění bicího kohoutu. Pistole PPK nejpoužívanější ráže 7,65 mm má schránkový zásobník na 7 nábojů.